# واکنش‌های جفت‌شدن کاتالیز شده به وسیله پالادیم

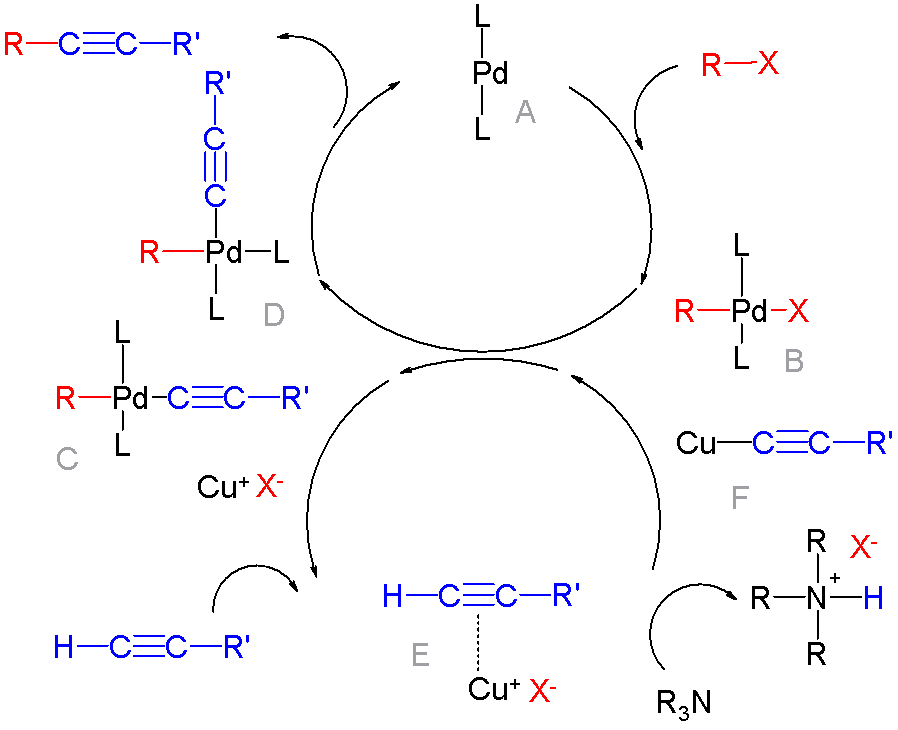
سازوکار واکنش سونوگاشیرا

فلز پالادیم به طور معمول به عنوان کاتالیزور همگن در بسیاری از واکنش‌های جفت‌شدن به کار می‌رود. به عنوان مثال:
- واکنش هک بین آلکن‌ها و آریل هالیدها
- واکنش سوزوکی بین آریل هالیدها و بورونیک اسید
- واکنش استیل بین هالوکربن‌ها و ترکیبات آلی قلع
- جفت‌شدن هیاما بین اورگانوهالیدها و ترکیبات آلی سیلیسیم
- جفت‌شدن سونوگاشیرا بین آریل هالیدها و آلکین‌ها,  به همراه مس(I) یدید به عنوان کاتالیزور
- جفت‌شدن نگیشی بین یک اورگانوهالید و ترکیبات آلی روی
- واکنش بوشوالد–هارت‌ویگ بین یک آریل هالید و آمین (شیمی)
- Heck-Matsuda Reaction بین نمک آرن‌دی‌آزونیم و یک آلکن

همچنین برخی از ترکیبات مهم پالادیم که به عنوان کاتالیزور به کار می‌روند عبارت اند از:
- استات پالادیم (II)
- تتراکیس (تری فنیل فسفین) پالادیم (۰)
- بیس(تری‌فنیل‌فسفین)پالادیوم کلرید
- [1,1'-bis(diphenylphosphino)ferrocene]palladium(II) dichloride